# Anderson Gonzaga
Anderson Aparecido Gonzaga Martíns (Porto Feliz, Estado de São Paulo, 29 de diciembre de 1983) es un futbolista brasileño. Juega como delantero en Atletico Warnes de la Copa Simón Bolívar 2022

## Clubes
| Club                | País      | Año           |
| ------------------- | --------- | ------------- |
| Portuguesa F. C.    | Venezuela | 2006 - 2007   |
| Destroyers          | Bolivia   | 2007          |
| Blooming            | Bolivia   | 2008          |
| Panionios de Atenas | Grecia    | 2008 - 2009   |
| Bolívar             | Bolivia   | 2009 - 2010   |
| Danubio             | Uruguay   | 2010 - 2011   |
| Albirex Niigata     | Japón     | 2011          |
| Fagiano Okayama     | Japón     | 2012          |
| FC Machida Zelvia   | Japón     | 2013          |
| Sport Boys Warnes   | Bolivia   | 2014-2016     |
| Royal Pari F. C.    | Bolivia   | 2017-2018     |
| Torre Fuerte        | Bolivia   | 2018-2021     |
| Atlético Warnes     | Bolivia   | 2022-presente |

## Palmarés

### Títulos regionales
| Título             | Club         | País    | Año  |
| ------------------ | ------------ | ------- | ---- |
| Campeonato Cruceño | Torre Fuerte | Bolivia | 2019 |

### Títulos nacionales
| Título             | Club              | País    | Año           |
| ------------------ | ----------------- | ------- | ------------- |
| Primera División   | Sport Boys Warnes | Bolivia | Apertura 2015 |
| Copa Simón Bolívar | Royal Pari F. C.  | Bolivia | 2017          |